# 鲁道夫·K·陶厄尔
鲁道夫·K·陶厄尔（1939年10月5日—）是一位德国微生物学家，马克斯·普朗克地球微生物学研究所前所长和荣誉退休教授，曾在马尔堡大学任教15年，知名于对产甲烷菌生物化学性质的研究，1987年获戈特弗里德·威廉·莱布尼茨奖，2018年当选美國哲學學會外籍会士。